# Mycosystema
Mycosystema – chińskie czasopismo naukowe publikujące artykuły z zakresu mykologii. Jest to miesięcznik. Artykuły publikowane są w języku angielskim z chińskim streszczeniem lub w języku chińskim z angielskim streszczeniem. Czasopismo jest umiędzynarodowioną kontynuacją wcześniej wychodzącego chińskiego pisma Acta Mycologica Sinica. Sponsorowane jest przez Chińskie Towarzystwo Mykologiczne i Instytut Mikrobiologii Chińskiej Akademii Nauk.
Czasopismo publikuje artykuły oryginalne i krótkie komunikaty o wynikach badań, a także recenzje literatury i książek dotyczące różnych aspektów mykologii. Publikuje głównie artykuły w takich dziedzinach jak: taksonomia, różnorodność biologiczna, systematyka molekularna grzybów; ekologia, fitopatologia, fizjologia, genetyka, mykologia medyczna, mykologia przemysłowa i mykologia weterynaryjna.
Rada redakcyjna składa się z ponad 30 członków cieszących się uznaniem zarówno z Chin, jak i innych krajów, reprezentujących szerokie spektrum wiedzy naukowej.
ISSN: 1672-6472.